# Kaciaryna Hałkina
Kaciaryna Hałkina (biał. Кацярына Галкіна, ros. Екатерина Галкина; ur. 25 lutego 1997 r. w Mińsku) – białoruska gimnastyczka artystyczna, trzykrotna brązowa medalistka World Games, czterokrotna wicemistrzyni świata, dwukrotna medalistka igrzysk europejskich, ośmiokrotna medalistka mistrzostw Europy, uczestniczka Letnich Igrzysk Olimpijskich 2016.

## Kariera
Kaciaryna była dzieckiem nadpobudliwym, więc jej matka zasugerowała, żeby podjęła sport. Próbowała pływać i jeździć na łyżwach, lecz ostatecznie zdecydowała się na gimnastykę artystyczną, którą uprawia od 2002 roku. W 2011 roku miała operację serca, przez co przez rok nie mogła trenować.
W 2013 roku wzięła udział na mistrzostwach Europy w Wiedniu. Wystąpiła w trzech konkurencjach, w których najlepiej spisała się w układzie z maczugami, zajmując 10. miejsce w kwalifikacjach, będąc drugą rezerwową zawodniczką do awansu do finału. Jej wyniki przyczyniły się do zdobycia brązowego medalu zawodów drużynowych. Tego samego roku wzięła udział również podczas mistrzostw świata w Kijowie. Do finału awansowała tylko w układzie z piłką, w którym zajęła ósme miejsce.
Rok później wystartowała w na mistrzostwach Europy w Baku. W wieloboju indywidualnym zajęła siódmą pozycję. We wrześniu tego samego roku zdobyła srebrny medal podczas mistrzostw świata w Izmirze w rywalizacji drużynowej. Poza tym uczestniczyła w dwóch finałach z przyborami, gdzie zajęła szóste miejsce w układzie z piłką oraz ósme – w występie z obręczą. W wieloboju została sklasyfikowana na ósmej pozycji.
W maju 2015 roku zdobyła srebro podczas mistrzostw Europy w Mińsku w zawodach drużynowych. Ponadto otrzymała brązowe medale w układach z obręczą i maczugami za zajęcie trzecich miejsc. Miesiąc później wystąpiła na igrzyskach europejskich rozegranych w Baku. W wieloboju indywidualnym zajęła szóste miejsce. We wrześniu tego samego roku ponownie zdobyła srebrny medal na mistrzostwach świata w Stuttgarcie w klasyfikacji drużynowej. W układzie z piłką wystąpiła w finale, zajmując ósme miejsce, co było jej najlepszym występem podczas tych mistrzostw.
W czerwcu następnego roku uczestniczyła na mistrzostwach Europy w Holonie. W jedynej indywidualnej konkurencji, wieloboju, zajęła jedenaste miejsce. Tego samego roku wzięła udział również w igrzyskach olimpijskich w Rio de Janeiro, zajmując w finale wieloboju szóstą pozycję.
W 2017 roku podczas mistrzostw Europy w Budapeszcie zdobyła srebrny medal w zawodach drużynowych. Wystąpiła również w trzech finałach konkurencji indywidualnych, lecz nie udało się zdobyć kolejnych medali. Najbliżej była w układzie z obręczą, zajmując piąte miejsce. Pod koniec lipca tego samego roku zdobyła dwa brązowe medale na World Games we Wrocławiu. Trzecie miejsca zajęła w układach z piłką i wstążką. Na mistrzostwach świata w Pesaro zdobyła srebrny medal w występie z maczugami. Tuż za podium, na czwartych miejscach, zakończyła zawody z obręczą i wielobój.
Rok później na mistrzostwach Europy w Guadalajarze zdobyła srebro w zawodach wielobojowych. We wrześniu tego samego roku drugi raz z rzędu wywalczyła srebrny medal na mistrzostwach świata w Sofii w układzie z maczugami.
W maju 2019 roku zdobyła srebrny medal w układzie z obręczą podczas mistrzostw Europy w Baku. Ponadto otrzymała srebro za zajęcie drugiego miejsca w klasyfikacji drużynowej. W czerwcu tego samego roku podczas igrzysk europejskich w Mińsku zdobyła srebrny medal w układzie z obręczą i brązowy – w wieloboju. We wrześniu na mistrzostwach świata w Baku zdobyła brązowy medal w zawodach drużynowych z Aliną Harnaśko i Anastasiją Sałos. W wieloboju zajęła piętnaste miejsce, przez co otrzymała możliwość wystąpienia na igrzyskach olimpijskich.